# Transformice
Transformice (читается: «трансформайс») — компьютерная игра, многопользовательский (мультиплеерный) платформер, «Transformice» является флэш-игрой, то есть работает на основе технологии Adobe Flash с использованием ActionScript 3.0. Игра использует физический движок Nape.
Геймплей игры заключается в управлении игроком мышью, цель которой — преодолеть препятствия, чтобы добраться до сыра и вернуться в норку. Если игрок взял сыр и добрался до норы первым, то это зачтётся ему в отдельный пункт профиля «Собрано сыра первым». При прохождении уровней игровому персонажу помогает мышь-шаман, которая имеет возможность создавать различные физические объекты с целью помочь мышам принести сыр. Шаманом становится игрок с наибольшим количеством очков, которые игрок получает за принесённый в нору сыр (16 очков за первое место, 14 за второе, 12 за третье, 10 за остальные места, 1 за смерть). После игры за шамана игрок получает очки, равные количеству спасенных им мышей, на PvP-картах количество очков удваивается. Создателями являются француз Tigrounette (Жан-Батист Ле-Маршальд) и француженка Melibellule (Мелани Кристин). Так же имеет множество пародий, но отличается оригинал от них лишь количеством игроков.

## Персонажи

### Мышь
Играя за мышь, вы имеете лишь одну цель — добраться до сыра и вернуться с ним в безопасную норку. Мышь управляется с помощью «стрелочек» или клавиш WASD. Мышь, помимо движений, умеет прыгать и приседать. Мыши идеально олицетворяют социум, в котором царит беспорядок, где никто не знает друг друга и никто не знает, что собираются делать другие. Результатом является беспорядочный бег мышей, иногда фатальный для большинства находящихся на карте.

### Шаман
Шаман — это мышь, которая может призывать различные физические объекты, которые должны помочь мышам добраться до сыра и вернуться с ним. Шаманом становится мышь, имеющая наибольшее количество очков. После прохождения раунда Шаман становится обычной мышью, его очки обнуляются и в последующем набираются снова. От остальных мышей Шаман отличается метками на теле и перьями на голове, также он может зайти в «норку» только в том случае, если все мыши дойдут до норки с сыром, либо проиграют (например, упадут в пропасть). Ассортимент предметов, доступных Шаману, зависит от карты. На некоторых картах может быть два шамана, отличающихся цветом надписи с ником и титулом (розовый и голубой). Причём иногда на карте имеются две норки различного цвета (соответствующего цвету шамана), что подразумевает конкуренцию между шаманами за сыры: каждый шаман стремится отправить побольше мышей с сыром в свою норку. Также шаман имеет право на выбор в каком режиме он будет шаманить. Всего существует 3 режима игры за шамана: обычный; сложный; божественный.

## Редактор карт
22 августа 2010 года появился редактор карт. Любой зарегистрированный участник может сам создавать карту по своему вкусу и опубликовывать её за 40 игровых сыров (ранее 20), но также требуется, чтобы у игрока было 1000 собранных сыров в статистике. Во время игры каждая третья карта — любительская, сделанная игроками. По истечении времени появляется окно голосования, где каждый игрок может ответить на вопрос, нравится ему эта карта или нет (также может не голосовать). Постепенно у карты набирается рейтинг, в процентах. Если у карты будет рейтинг меньше 50 %, то она автоматически удаляется. 27 августа 2010 года появилось ограничение: карту могут оценивать игроки, собравшие не менее 500 сырков.
В обновлении 1.25 введены типы карт: Vanilla, Обычная, Защищённая, Очень хорошая, Bootcamp, Шаманская, Арт карта, Карта с механизмами, Карта на скорость, Карта с 2 шаманами, Карта между «Защищённой» и «Очень хорошей картой».

## Эмоции
Пользователи могут использовать 9 анимированных эмоций: танец, смех, плач, поцелуй, ярость, аплодисменты, сон, фейспалм и приседание. Эти эмоции не требуют участия другого пользователя.
Помимо этих эмоций, есть еще 4 других. Для того, чтобы их анимация сработала, нужно участие другого игрока: «давай пять!», обнимашки, поцеловать, игра «камень, ножницы, бумага!».
Так же в игре имеются 10 смайликов в виде мордочек мышей, которые можно использовать в течение раунда. Они будут высвечиваться над именем игрока и сопутствовать игрока несколько секунд, после чего он исчезнет. Чтобы они заработали, нужно просто нажать на цифры вне чата.

## Титулы
Титулы — это особые звания, выдаваемые за достижения в игре. Есть множество способов получить их:
- За достижения в статистике игрока;
- За прохождение событий (ивентов);
- За прохождение модулей (например: буткамп/bootcamp)
- За обмен игровых инвентарных валют — брелоков (vanilla — перья, survivor — ядра, bootcamp — жетоны, racing — флажки, а также золотые билеты[5]). Брелоки обмениваются на награды в специальной комнате, — village, у ботов игры;
- За вступление на пост администратора.

За регистрацию в игре выдают титул «Маленькая мышь». Титулы показываются ниже никнейма игрока.
Титулы не бесконечные, и поэтому за повторные достижения выдается тот же титул, но уже с добавлением звезды. Максимум звёзд — 8. По достижении максимума, титулы за такие достижения перестают выдаваться.

## Умения шаманов
В версии 1.82 появились шаманские умения. Они разделяются на 3 ветки: Механик, Мастер ветра и Духовный Наставник. Примерно в версии в 1.225 появились новые ветки — Дикарь и Физик. Используя умения, шаман может делать шоколадные и ледяные балки, летать и многое другое. Очки умений засчитываются за получение нового уровня. А для того, чтобы получать уровень, нужно приходить в норку, спасать мышек или на карте с двумя шаманами довести побольше мышей в нору своего цвета.

## Новая графика
24 мая 2011 года была весьма улучшена графика игры. Почти все платформы обрели более яркие и жизненные цвета. Также обновление повлияло на некоторые предметы: планки стали похожи на обычную платформу, изменился дизайн батута.

## Приём
| Иноязычные издания | Иноязычные издания |
| Издание            | Оценка             |
| ------------------ | ------------------ |
| IGN                | 7,5/10             |

Летом 2018 года, благодаря уязвимости в защите Steam Web API, стало известно, что точное количество пользователей сервиса Steam, которые играли в игру хотя бы один раз, составляет 2 070 157 человек.